# Alien Space Avenger
Alien Space Avenger è un  film del 1989, diretto da Richard W. Haines. È una storia di ambientazione fantascientifica.

## Trama
Anno 1939, dallo spazio degli extraterrestri hanno dei problemi con la loro astronave. Giunti sulla terra si prendono sembianze dei terrestri. Dopo molti anni esce un libro che racconta la loro storia e loro indagano non credendo alle coincidenze.